# Камышет

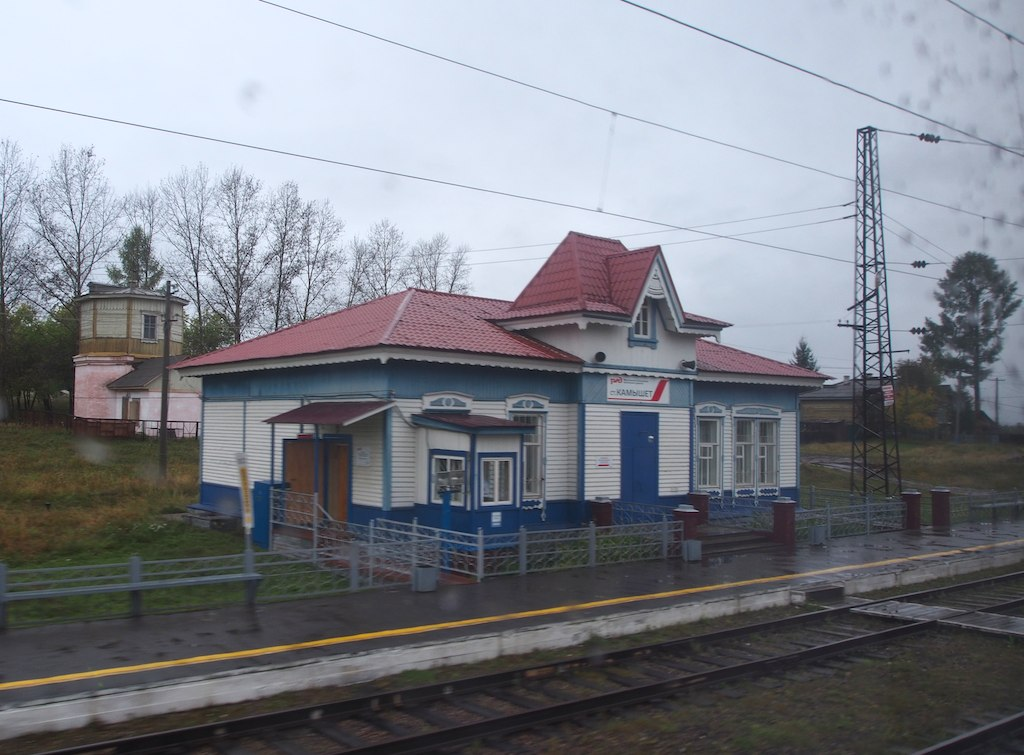
Станция

Камышет — посёлок в Нижнеудинском районе Иркутской области России. Входит в состав Уковского муниципального образования.

## География
Находится примерно в 37 км к северо-западу от районного центра.

## Происхождение названия
Местные жители считают, что название Камышет происходит от русского камыш, однако это предположение не имеет отношения к реальности и является народной этимологией. На самом деле топоним имеет коттские корни, где шет — река. Владимир Карнаухов связывает данное название с тюркским кам — шаман, то есть Камышет — шаманская река. Однако, данная версия также достаточно сомнительна, вероятно, первая часть названия также происходит из языка коттов. По мнению кетолога Генриха Вернера, корень кам в енисейских топонимах может происходить от пумпокольского хам — гусь, то есть Камышет — гусиная река.

## Население
По данным Всероссийской переписи, в 2010 году в посёлке проживало 595 человек (288 мужчин и 307 женщин).